# Wazhma Frogh
Wazhma Frogh es una activista afgana por los derechos de las mujeres.

## Vida
En el octavo grado, Frogh tutelaba a los hijos de su arrendador, de modo que el arrendador redujera su renta y ella y sus hermanas pudieran así pagar la escuela. A los 17 años, expuso las malas condiciones de vida y los abusos de las mujeres en los campos de refugiados afganos en Pakistán mientras hacía una pasantía en un periódico paquistaní. De 1992 a 2001, organizó programas de empoderamiento, basados en la comunidad, para mujeres en Afganistán mientras ella misma vivía en Peshawar. Regresó a Afganistán en 2001.
En 2002 terminó la primera evaluación de género de las condiciones de las mujeres en Nuristán, Afganistán. Frogh también apoyó la creación de Centros de Desarrollo de Mujeres en las provincias de Kandahar, Ghazni,  Herat y Parwan en Afganistán.
Frogh fue la cofundadora y, a partir de 2013, es directora del Instituto de Investigación para la Mujer, la Paz y la Seguridad ((RIWPS) de Afganistán. En 2013, intentó visitar los Estados Unidos para evitar a un comandante de la milicia que ella identificó en un informe a la OTAN como una violador reiterado de los derechos humanos. Sin embargo, este continuó amenazándola, a ella y a sus hermanas y, aunque el Instituto de Seguridad Inclusiva, con sede en los Estados Unidos, invitó a Frogh a pasar entre seis y 12 meses como visitante, su visa fue denegada. 
También ha escrito para  The Guardian  sobre el tema de Afganistán. Escribió en 2010 sobre la necesidad de no llevar la paz a su país a cualquier precio. Le preocupa que los derechos de las mujeres sean sacrificados y que los delincuentes sean liberados.
Ella apoya la ratificación de Estados Unidos de la Convención sobre la Eliminación de Todas las Formas de Discriminación contra la Mujer, que Afganistán ratificó en 2003.
Frogh recibió en 2009 el Premio Internacional a las Mujeres de Coraje.